# Vriesea heterandra
Vriesea heterandra là một loài thuộc chi Vriesea. Đây là loài bản địa của Bolivia, Venezuela và Ecuador.